# Roland Summer
Roland Summer (* 22. Juni 1955 in Feldkirch) ist ein österreichischer Keramiker.

## Leben
Roland Summer studierte von 1974 bis 1980 Architektur an der Universität Graz. Nach dem Studium traf er die Entscheidung, als Keramiker zu arbeiten. 1985 gründete er seine eigene Werkstatt in Velden am Wörther See.
Er entwickelte eine eigene Technik und arbeitet nicht an der „schnellen“ Töpferscheibe, sondern baut seine Keramiken Zentimeter um Zentimeter langsam aus sich heraus auf. Die Keramiken werde auch nicht klassisch glasiert, sondern nach dem Schrühbrand mit einer Trennschicht überzogen, die nach dem Abkühlen abplatzt und durch die Nachreduktion in Sägespänen (Räuchern) auf der Keramik besondere Spuren hinterlässt.
Im Jahre 2000 war er an der Ausstellung „Porzellane für Meissen, Max Adolf Pfeiffer zu Ehren“  beteiligt, die in Zusammenarbeit mit der Porzellanmanufaktur Meissen in Leipzig durchgeführt wurde.
Seit 2007 ist er Mitglied der Internationalen Akademie der Keramik AIC.

## Auszeichnungen
- 1995 Prix de la Ville de Carouge
- 1995 Theodor-Körner-Förderungspreis
- 1997 LIKUM - Preis 5. Triennale für Kleinkeramik Zagreb
- 2000 Premio L’Alcalaten L’Alcora Concurso de Ceramica
- 2001 Honorable Mention Biennale Icheon  Südkorea
- 2004 Diessener Keramikpreis „Keramische Paare“
- 2005 Premio de Ceramica Aragon Zaragoza - 2. Preis
- 2008 Bayerischer Staatspreis
- 2011 2. Preis Biennale Talavera de la Reina
- 2015 Recognition Award Triennial Unicum Ljubljana

## Werke in öffentlichen Sammlungen
- Graz / A - Steirisches Landesmuseum Joanneum
- Dresden / D - Kunstgewerbemuseum Schloss Pillnitz
- Deidesheim / D - Lotte-Reimers-Stiftung
- Leipzig / D - Grassi - Museum
- Höhr-Grenzhausen / D - Keramikmuseum Westerwald
- München / D - Die Neue Sammlung Pinakothek der Moderne
- Köln D - Diözesanmuseum Kolumba
- Carouge / CH - Musée de Carouge
- L’Alcora / E - Museo de Ceramica
- Zaragoza / E - Colección CAI de Arte Contemporáneo
- Chatsworth House / UK - The Devonshire Collection
- Shanghai / China - Arts & Crafts Museum
- Fuping / China  IAC Museum Hall
- Taipeh / Taiwan - Yingge Ceramics Museum
- Icheon / Südkorea  - World Ceramic Center
- Talavera de la Reina / E - Museo de Ceramica Contemporanéa
- Gmunden / A - Kammerhofmuseum Gmunden
- Mungyeong / Südkorea - Mungyeong Ceramic Museum
- Landshut / D - Landshuter Museen
- Eckernförde / D - Museum Eckernförde
- Dublin / IRL - State Art Collection of Ireland
- Sencur / SL - Muzej Sencur